# Manchester United (компания)
Manchester United plc — холдинг, зарегистрированный на Островах Кайман. Владеет несколькими компаниями, управляющими деятельностью футбольного клуба «Манчестер Юнайтед». Председатели совета директоров — Аврам Глейзер и Джоэл Глейзер.

## История
Компания Manchester United plc была основана 30 апреля 2012 года под названием Manchester United Ltd. во время реорганизации структуры управления футбольным клубом «Манчестер Юнайтед» семьёй Глейзеров для привлечения инвестиций на Нью-Йоркской бирже в рамках IPO. По итогам данной реорганизации Manchester United Ltd. получила управление над дочерними компаниями Red Football Shareholder Limited и Red Football Holdings Limited, которые руководили деятельностью клуба после поглощения его активов семьёй Глейзеров. Сама компания была официально зарегистрирована на Каймановых островах — популярной офшорной зоне. 8 августа 2012 года Manchester United Ltd. сменила своё название на текущее, и 10 августа того же года прошло IPO, в рамках которого на Нью-Йоркской бирже были размещены 8,3 млн акций компании класса А по цене $14 за акцию.

### Партнёрства

#### 2012/2013
Согласно утверждениям руководства компании, партнёрства и спонсорские контракты являются главной основой для достижения высоких показателей прибыли. Первым крупным контрактом компании стало соглашение с американской корпорацией General Motors, заключённое 26 июля 2012 года, о размещении торговых знаков Chevrolet на официальной игровой форме футболистов. По условиям этой сделки General Motors обязалась выплатить Manchester United Ltd. около $559 млн. USD за время действия контракта с 2014 по 2021 годы. В октябре 2012 года Manchester United plc заключила трёхлетнее соглашение о сотрудничестве с первым партнёром из СНГ — азербайджанским оператором сотовой связи Bakcell. В том же месяце было заключено партнёрство с японским производителем безалкогольных напитков Kagome, который становился поставщиком напитков для всех мероприятий компании в Японии до конца сезона 2015/2016. В ноябре того же года Manchester United plc объявила о заключении четырёхлетнего партнёрства с турецким банком Denizbank, по которому последний получал право использовать символику футбольного клуба на банковских картах, а также возможность предложить своим клиентам, поддерживающим «Манчестер Юнайтед», специальные акции. В апреле 2013 года компания расширила условия партнёрства с Aon, по которому последняя становилась официальным партнёром по презентации предсезонных туров «Манчестер Юнайтед» до сезона 2020/2021.

#### 2016/2017
В июле 2016 года компания заключила трёхлетнее партнёрство с швейцарским производителем часов TAG Heuer, согласно которому последняя становится глобальным партнёром и официальным поставщиком хронометров для мероприятий Manchester United и её дочерних компаний. В августе того же года было объявлено о заключении трёхлетнего соглашения о сотрудничестве с разработчиком и издателем компьютерных игр Electronics Arts, в рамках которого компании будут вести совместную маркетинговую деятельность, а в игре FIFA 17 появится особый игровой режим The Journey, в котором герой Алекс Хантер начнёт свою карьеру на стадионе «Манчестер Юнайтед» — Олд Траффорд.

## Деятельность компании
Компания Manchester United plc работает в индустрии сферы услуг, предоставляя услуги спортивных развлечений, обеспечиваемых футбольным клубом «Манчестер Юнайтед». Спортивные показатели клуба остаются важной основой, обеспечивающей компании выручку, но за последние годы руководству Manchester United plc. удалось диверсифицировать структуру доходов. Если в 2007 году доходы от проведения матчей составляли около 46 % от общего дохода, то в 2013 году — 30 % при увеличении абсолютного показателя дохода. За прошедшие годы выросли доходы от коммерческих контрактов и партнёрств, а также от продажи прав на телетрансляцию. Несмотря на то, что футбольный клуб не становился чемпионом национального первенства с 2013 года, по оценке аудиторской компании KPMG стоимость Manchester United plc в 2016 году составляет $3,2 млрд USD, занимая первое место в мире среди компаний, владеющих футбольными клубами. Несмотря на то, что после ухода с поста главного тренера Алекса Фергюсона клуб нерегулярно выступает в престижном европейском турнире «Лига чемпионов УЕФА», по мнению аналитиков Credit Suisse компания может получать доходы за счёт коммерческой эксплуатации бренда «Манчестер Юнайтед». По данным Brand Finance, за 2015 год бренд и ассоциированная интеллектуальная собственность «Манчестер Юнайтед» являются самыми ценными в мире среди футбольных команд, став при этом первыми в истории, перешедшими отметку стоимости в $1 млрд долларов. В 2016 году ценность бренда компании ослабла на 3 %, но несмотря на это Brand Finance сохранила его оценку как самого дорогостоящего в размере $1,17 млрд.

### Показатели деятельности
| Год                  | 2012  | 2013  | 2014  | 2015  | 2016  |
| -------------------- | ----- | ----- | ----- | ----- | ----- |
| Оборот               | 320,3 | 363,2 | 433,2 | 395,2 | 515,3 |
| Операционная прибыль | 44,9  | 62    | 67,9  | 31,6  | 68,9  |
| Чистая прибыль       | 23,3  | 146,4 | 23,8  | -0,9  | 36,4  |
| Активы               | 947   | 1118  | 1216  | 1302  | 1452  |

Примечание. Отчётность по состоянию на 30 июня каждого года

## Структура и собственники
Компания Manchester United plc зарегистрирована согласно законодательству Каймановых островов о компаниях в качестве открытой публичной компании с ограниченной ответственностью. Manchester United plc. полностью владеет несколькими дочерними предприятиями, обеспечивающими различную деятельность от непосредственной работы футбольного клуба «Манчестер Юнайтед» до управления недвижимостью и телевизионного вещания: Red Football Finance Limited, Red Football Holdings Limited, Red Football Shareholder Limited, Red Football Joint Venture Limited, Red Football Limited, Red Football Junior Limited, Manchester United Limited, Alderley Urban Investments Limited, Manchester United Commercial Enterprises (Ireland) Limited, Manchester United Football Club Limited, Manchester United Interactive Limited, Manchester United Commercial Holdings Limited, Manchester United Commercial Holdings Junior Limited, MU Finance plc, MU RAML Limited и MUTV Limited. Компания Manchester United plc имеет листинг на Нью-Йоркской фондовой бирже, где торгуется часть голосующих акций. Согласно отчёту в комиссию по ценным бумагам и биржам США, голосующая сила акционеров выглядит следующим образом:
- Семья Глейзеров — 69,14 %
- Ineos и связанные лица через Trawlers Limited — 27,68 %
- инвестиционные фонды, трасты и прочие миноритарии, включая розничных акционеров — 3,18 %

## Руководство компании

### Совет директоров
Согласно отчёту компании за 2024 финансовый год, в совет директоров компании входят 12 человек.
- Аврам Глейзер — сопредседатель совета директоров
- Джоэл Глейзер — сопредседатель совета директоров
- Омар Беррада — CEO
- Роджер Белл — финансовый директор, представитель Ineos
- Кевин Глейзер
- Брайан Глейзер
- Дарси Глейзер Кассевиц
- Эдвард Глейзер
- Джон Рис — представитель Ineos
- Роб Невин — представитель Ineos
- Роберт Лейтао — независимый директор. Член аудиторского комитета совета.
- Джон Хукс — независимый директор. Член аудиторского комитета совета.

### Топ-менеджмент
- Аврам Глейзер — директор
- Джоэл Глейзер — директор
- Омар Беррада — генеральный директор
- Роджер Белл — финансовый директор

#### Предыдущие генеральные директоры
Дэвид Гилл — с 30.04.2012 по 30.06.2013

Эд Вудворд — с 01.07.2013 по 31.01.2022

Ричард Арнолд — с 01.02.2022 по 15.11.2023

Патрик Стюарт — c 16.11.2023 по 30.06.2024